# 염소고기

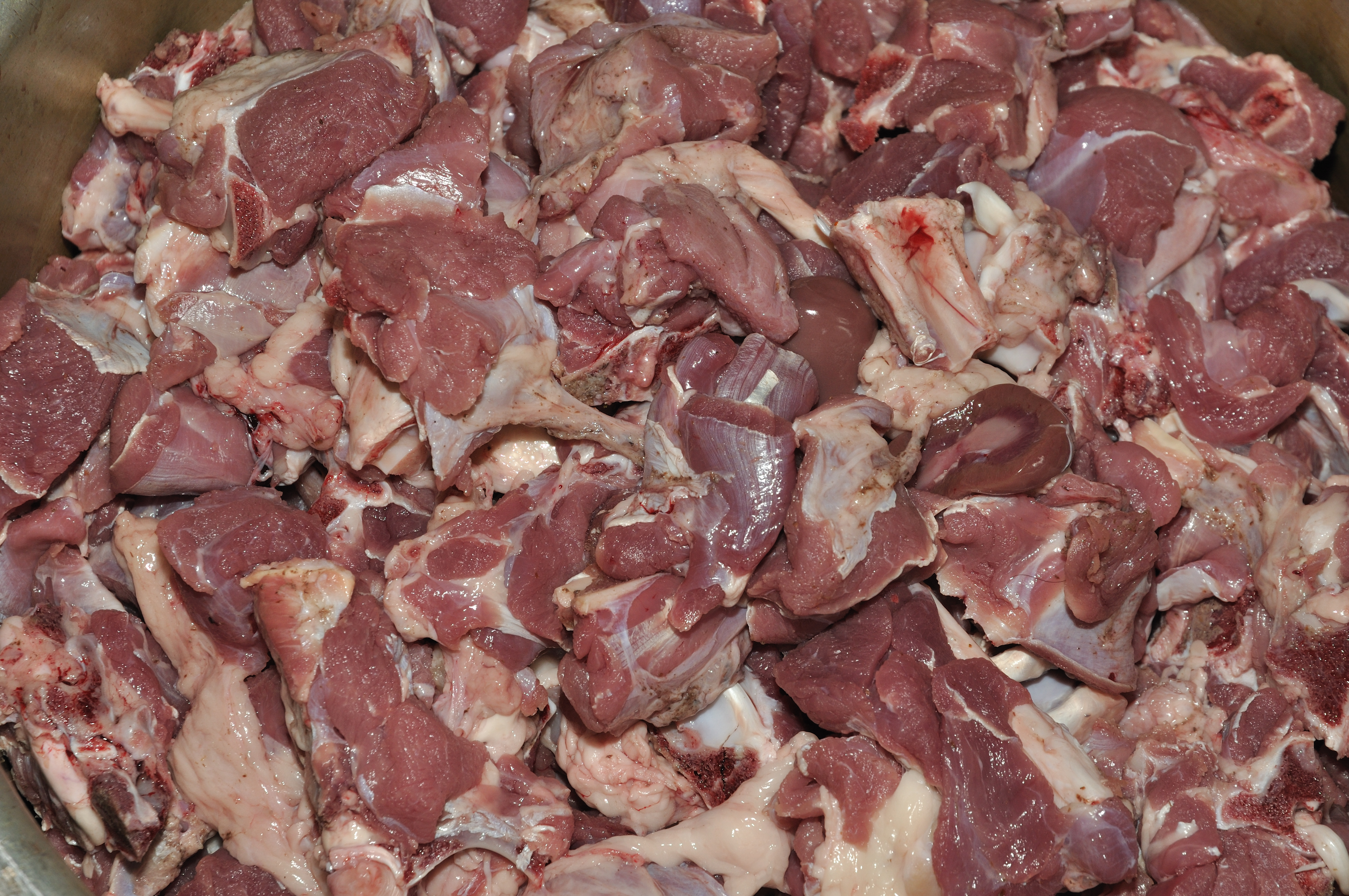
염소고기

염소고기는 사육된 염소를 도축하여 만든 고기이며, 어린 염소의 고기를 카브리토(스페인어: cabrito), 다 자란 염소의 고기를 셰봉(프랑스어: chevon)이라고 한다. 또한 몇몇 영어권 국가에서는 양고기를 의미하는 머턴(mutton)이라는 용어가 사용되기도 한다.
또한 염소고기는 일부 문화권에서 가장 많이 소비되는 고기로 분류된다.

## 같이 보기
- 염소